# ناصر منصور هادي
ناصر منصور هادي الفضلي (1947 -) قائد أمني وعسكري يمني شغل سابقاً منصب وكيل لجهاز الامن السياسي اليمني في محافظات عدن، لحج، وأبين. وهو شقيق الرئيس اليمني عبدربه منصور هادي

## النشأة والتعليم
ولد في قرية عزان - مديرية الوضيع - محافظة أبين.
تلقى تعليمه الابتدائي والمتوسط في مدرسة الخديرة و دار المعلمين في مدينة زنجبار عاصمة محافظة أبين، وانتقل بعدها الى الاتحاد السوفيتي لدراسة العلوم الأمنية.

## العمل العسكري
التحق ناصر منصور عقب عودته من الاتحاد السوفيتي في 1970 بوزارة الداخلية في جمهورية اليمن الديمقراطية الشعبية قبل توحيد اليمن وتدرج في الرتب والمناصب الأمنية والعسكرية بعد الوحدة اليمنية وشغل منصب قائد القوات الخاصة بمحافظة عدن وعضو اللجنة الأمنية لمحافظة عدن و وكيل جهاز الامن السياسي لمحافظة عدن و لحج وأبين.
رُقِّي في 9 مايو 2024 من قبل رشاد العليمي رئيس مجلس القيادة الرئاسي إلى رتبة الفريق ومنح وسام 26 سبتمبر من الدرجة الأولى في القصر الرئاسي بالعاصمة المؤقتة عدن.

## الحروب والمعارك

### حرب جنوب اليمن الأهلية 1986
في العام 1986 شارك ناصر منصور في الحرب الاهلية المعروفة بأحداث 13 يناير 1986 في جمهورية اليمن الديمقراطية الشعبية إلى جانب الرئيس علي ناصر محمد، وانتهت الحرب بنزوح الرئيس علي ناصر وفصيله، الذي كان ناصر منصور من ضمنه، الى الجمهورية العربية اليمنية.

### الحرب الأهلية اليمنية 1994
في العام 1994 شارك ناصر منصور في الحرب الاهلية اليمنية المعروفة بحرب الانفصال 1994 إلى جانب مناصري الوحدة اليمنية بقيادة الرئيس علي عبدالله صالح ضد مناصري الانفصال بقيادة نائب الرئيس علي سالم البيض، وانتهت الحرب بانتصار علي عبدالله صالح، وعُيِّن بعدها قائد للقوات الخاصة في محافظة عدن.

### الحرب الأهلية اليمنية 2014
في العام 2015 شارك في الحرب الاهلية اليمنية الى جانب شقيقه الرئيس عبدربه منصور هادي ضد جماعة حركة أنصار الله "الحوثيين" و الرئيس السابق علي عبدالله صالح، وتمكن فصيل الحوثيين و صالح من أسر ناصر منصور في العام نفسه برفقة وزير الدفاع حينها اللواء محمود الصبيحي و اللواء فيصل رجب قائد المنطقة العسكرية الرابعة عقب معركة جرت في قاعدة العند العسكرية في محافظة لحج، وظل أسيراً لمدة 8 سنوات وحرر من الأسر يوم 14 ابريل 2023 في عملية تبادل أسرى رعتها الأمم المتحدة واللجنة الدولية للصليب الأحمر بين جماعة أنصار الله "الحوثين" والحكومة اليمنية المعترف بها دولياً.